# Annette Heymann
Annette Heymann (* 1967) ist eine ehemalige deutsche Volleyballspielerin.
Annette Heymann war 88-fache Nationalspielerin für die DDR und Deutschland und wurde 1989 bei der Europameisterschaft in Deutschland mit der DDR-Auswahl Zweite. Nach der Wende spielte Heymann beim Bundesligisten USC Münster, mit dem sie 1991 den DVV-Pokal und 1992 den Europapokal der Pokalsieger gewann. Im selben Jahr gewann die Mittelblockerin mit dem USC auch die Deutsche Meisterschaft.
Mit dem SCU Lüdinghausen und dem USC Münster wurde Heymann mehrfach Deutsche Seniorenmeisterin.